# Antonio Campos Alum
Antonio Campos Alum (Paraguarí, 16 de julio de 1919-Fernando de la Mora, 14 de febrero de 2012) fue un político paraguayo, figura central del aparato represivo durante la dictadura de Alfredo Stroessner. Como director de la Dirección Nacional de Asuntos Técnicos (DNAT), dirigió una de las agencias clave de inteligencia y represión política que sustentaron el control autoritario del régimen.

## Orígnes y formación
Nació el 16 de julio de 1919 en una compañía rural de Paraguarí, Paraguay, una región campesina de orientación conservadora. Se graduó de abogado en la Universidad Nacional de Asunción e inició su carrera profesional en la práctica jurídica. Firme anticomunista, se afilió al Partido Colorado, principal fuerza conservadora del país.
Tras la guerra civil de 1947, el Partido Colorado estableció un sistema unipartidista, proscribiendo a la oposición. En 1954, el general Alfredo Stroessner lideró un golpe de Estado y asumió el poder. Campos Alum se convirtió en un firme defensor del nuevo régimen y comenzó a prestar servicios en el Ministerio del Interior como secretario general del Ministerio.

## Al servicio de Stroessner
En 1956, Stroessner impulsó la creación de la Dirección Nacional de Asuntos Técnicos (DNAT), como una rama de la policía secreta dependiente del Ministerio del Interior. El coronel estadounidense Robert  K. Thierry, enviado por El Pentágono, fue parte del asesoramiento en su instalación. Thierry seleccionó cuidadosamente a Campos Alum para el cuerpo, y en 1957 Campos Alum viajó a Estados Unidos para un curso de capacitación. Al volver, Stroessner lo nombró al frente de la DNAT, cargo que desempeñó durante treinta y cinco años, toda la existencia del organismo.
Durante las presidenciales de 1958, la DNAT se dedicó a reprimir una creciente insurgencia armada, derivada del fraude electoral. Campos Alum colaboró estrechamente con el ministro del Interior, Edgar L. Ynsfrán, y tras la destitución de éste en 1966, se mantuvo en el poder bajo Sabino Augusto Montanaro. Estructuró una red de informantes cuyo centro funcionaba como prisión e instalación de tortura. Perseguía a supuestos comunistas —incluidos estudiantes, sindicalistas y activistas de derechos humanos— bajo el pretexto de frenar el comunismo. En 1963, ordenó la «dispersión» de la Federación de Estudiantes Democráticos Revolucionarios (FEDRE), asociada al PCP y a otros partidos emergentes. En noviembre de 1977, él mismo interrogó y torturó al activista de derechos humanos Martín Almada, quien años después descubrió los llamados Archivos del Terror y lo llamó «monstruo». La DNAT se alzó como el instrumento central del terror estatal, rivalizando con la policía secreta de Pastor Milciades Coronel.
Su función también abarcaba inteligencia y contrainteligencia extranjeras, siendo el principal operador paraguayo dentro del Plan Cóndor, en conjunto con agentes argentinos de la SIDE para capturar a opositores como Martin Almada. Participó en reuniones internacionales anticomunistas como la Comisión de Entidades Cívicas Anticomunistas (CECA) y la Liga Mundial por la Libertad y la Democracia, donde en 1979 criticó el «carterocomunismo» desde Asunción.

## Etapa final
En la década de 1980 surgió oposición al interior del Partido Colorado, lo que desembocó en la Noche de la Candelaria (derrocamiento de Stroessner tras un golpe de Estado entre el 2 y 3 de febrero de 1989). Aunque muchos colaboradores del régimen fueron procesados, Campos Alum mantuvo su cargo hasta que la DNAT fue disuelta el 23 de diciembre de 1992. Entonces huyó temporalmente a Brasil. Más tarde regresó a Paraguay y residió en Fernando de la Mora, lejos de la vida pública, mientras organizaciones humanitarias exigían que fuera juzgado—fuerza que fue contrarrestada por su sobrino, el comisario Rolando Agustín Alum.
Campos Alum falleció en Fernando de la Mora en 2012, a los 92 años.